# World (песня Линдиты Халими)
«World» (с англ. — «Мир») — песня в исполнении албано-косовской певицы Линдиты Халими, которая представляла Албанию на «Евровидении-2017». Её написали Линдита и Гералд Кшари (Big Basta) на аранжировку Клодиана Кафоку, который также спродюсировал песню «Zjarr e ftohtë», что представляла страну в 2006 году. Певица одержала победу на 55-м конкурсе Festivali i Këngës, исполнив албанскую версию с названием «Botë». 13 марта 2017 года состоялись премьеры английской версии песни под названием «World», а также и клипа на композицию.
Релиз песни как по всему миру, так и в Албании состоялся 29 марта 2017 года.

## Композиция и критика
Песня получила положительные отзывы от The Telegraph и Daily Express. Крис Зайхер из SBS назвал ее «балладой в стиле Бонда», а автор Eurovision.de Стефани Гроссманн сказала: «World» — это мощная баллада, которая выдвигает на первый план мощный голос Линдиты».  Что касается текста песни, Гроссманн добавила: «Песня о проблемах современного общества, призывая к восстанию против войн, и молиться о мире и любви». Себастьян Кеттли из Express писал: «Мощное сообщение о распространении любви в её поп-рок песне «World», в то время как Telegraph написал: «Еще один продукт „Евровидения“: „Что происходит с миром?“ Сильная баллада».

## Видеоклип и продвижение
Премьера клипа на песню «World» состоялась на официальном YouTube-канале «Евровидения» 13 марта 2017 года. Крис Хэлпин из Wiwibloggs похвалил наряды Линдиты и видеоклип, также он добавил, что в нём сохранены «множество скрытых отсылок». Линдита выступала на нескольких предконкурсных вечеринках по всей Европе, чтобы продвинуть «World» в качестве заявки на Евровидение от Албании. В период с 3 по 6 апреля она принимала участие в промотуре по Тель-Авиву, Израиль, где она выступала во время вечеринки «Israel Calling», которая проводилась в зале клуба «а-Театрон». 8 апреля выступила во время концерта «Eurovision in Concert», который проходил в «Melkweg» в Амстердаме, Нидерланды, где в роли ведущих выступили Корнальд Маас и Сельма Бьорнсдоттир. 15 апреля представительница Албании выступала во время вечеринки «Eurovision Spain Pre-Party», которая проходила на «Sala La Riviera» в Мадриде, Испания. Джон Кеннеди О’Коннор в эксклюзивной презентации для RTV заявил: «Это, безусловно, одно из самых красивых и вдохновляющих видео в этом году, но это ничего не значит, так как все, что происходит на сцене, имеет значение. «Я вижу эту песню, вдохновляющую многих зрителей, чтобы взять в руки телефоны и проголосовать, но мы увидим…».

## Евровидение

### Festivali i Këngës 55
1 ноября 2016 года Линдита подтвердила, что будет принимать участие в «Festivali i Këngës 55», национальном отборе Албании на «Евровидение-2017» в Киеве, с песней «Botë». Она вышла в финал из второго полуфинала 22 декабря 2016 года, который состоялся на следующий день, 23 декабря 2016 года. В финале Линдита занимает первое место (третье — по голосованию зрителей и первое — по голосованию жюри) и получает право представлять страну на «Евровидении-2017» в Киеве, Украина. 26 декабря 2016 года певица сообщила, что песня будет обновлена для Евровидения и слова композиции будут переведены на английский язык. Премьера обновлённой песни состоялась 13 марта 2017 года, в этот же день вышел и клип к песне, а релиз сингла состоялся 29 марта 2017 года.

### Киев
Конкур песни «Евровидение-2017» прошёл в Международном выставочном центре в Киеве, Украина, и состоял из двух полуфиналов, которые состоялись 9 и 11 мая соответственно, и гранд-финала, состоявшегося 13 мая 2017 года. Согласно правилам, все страны, кроме страны-хозяйки и «Большой пятёрки», состоящей из Франции, Германии, Италии, Испании и Великобритании, должны участвовать в двух полуфиналах. Чтобы побороться за выход в финал, десять лучших стран из каждого полуфинала проходят в финал. Албания участвовала в первой половине первого полуфинала. Линдита выступала под 4-м номером первого полуфинала. По его итогам, Албания не прошла в финал, заняв 14-е место, набрав 76 баллов.

## Список композиций
| №  | Название                  | Длительность |
| -- | ------------------------- | ------------ |
| 1. | «World» (Eurovision 2017) | 2:56         |

## История релиза
| Страна | Дата          | Формат               | Лейбл           |
| ------ | ------------- | -------------------- | --------------- |
| Мир    | 29 марта 2017 | Цифровая дистрибуция | Universal Music |